# Épagny, Côte-d'Or
Épagny är en kommun i departementet Côte-d'Or i regionen Bourgogne-Franche-Comté i östra Frankrike. Kommunen ligger i kantonen Is-sur-Tille som tillhör arrondissementet Dijon. År 2022 hade Épagny 325 invånare.

## Befolkningsutveckling
Antalet invånare i kommunen Épagny
Referens:INSEE